# Lærke Berg Rasmussen
Hedvig Lærke Berg Rasmussen (født 22. december 1993 på Frederiksberg) er en dansk roer, der ved OL i Rio 2016 sammen med sin makker Anne Dsane Andersen debuterede ved OL og vandt bronze i deres bådtype, toer uden styrmand. Hun stiller op for Danske Studenters Roklub i København. 

## Sportskarriere
Lærke Berg Rasmussen begyndte at ro i Danske Studenters Roklub i 2010 foranlediget af, at hendes storebro allerede var i gang på eliteplan med sporten. Hun har roet alle bådtyper, men primært toer uden styrmand, dobbeltsculler, firer og dobbeltfirer.
Sit første store internationale resultat opnåede Rasmussen ved U/23-VM i 2013, hvor hun i dobbeltsculler vandt sølvmedalje, og samme år var hun en del af den båd, der vandt EM-bronze i dobbeltfirer.
Hun blev senere af roforbundet sat sammen med Anne Dsane Andersen i dobbeltsculler og i dobbeltfireren, men i 2014 skiftede parret til toer uden styrmand. De to roere trænes af Morten Haubro Petersen. De to kvinder opnåede en fjerdeplads ved VM 2015, hvilket sikrede Danmark en OL-billet, som parret senere selv fik tildelt.
Som debutanter ved OL var Andersen og Rasmussen ikke på forhånd blandt medaljekandidaterne fra Danmark, men parret kvalificerede sig først sikkert videre til semifinalen fra det indledende heat, hvilket blev fulgt op af en sejr i deres semifinaleheat og dermed sikring af plads i finalen. Her lå parret længe placeret som nummer to efter de suveræne britiske forhåndsfavoritter, Helen Glover og Heather Stanning, men mod slutningen af løbet blev Andersen og Rasmussen indhentet af newzealænderne, Genevieve Behrent og Rebecca Scown, og endte med at få bronze, hvilket var markant bedre end målsætningen om mindst en niendeplads.
I 2017 fik hun Christina Juhl Johansen som ny makker.

## Privatliv
Lærke Berg Rasmussen er vokset op på Frederiksberg og studerer i sit civile liv statskundskab ved Københavns Universitet. Hun bruger primært Lærke som fornavn.